# Elmenhorst (Stormarn)
Pour les articles homonymes, voir Elmenhorst.
Elmenhorst est une commune allemande du Schleswig-Holstein, située dans l'arrondissement de Stormarn (Kreis Stormarn), à quatre kilomètres au nord de la ville de Bargteheide. Elle fait partie de l'Amt Bargteheide-Land (« Bargteheide-campagne ») qui regroupe huit communes autour de Bargteheide.